# سفیدغاز دماغه
سفیدغاز دماغه(نام علمی: Morus capensis) نام یک گونه از تیره کودنان است.